# Dębiny (Widlice)
Dębiny – osada wsi Widlice w Polsce, położona w województwie pomorskim, w powiecie tczewskim, w gminie Gniew.
W latach 1975–1998 osada administracyjnie należała do województwa gdańskiego.